# Nemanja Miletić (Fußballspieler, Juli 1991)
Nemanja Miletić (serbisch-kyrillisch Немања Милетић; * 26. Juli 1991 in Loznica) ist ein serbischer Fußballspieler.

## Karriere

### Verein
Miletić begann seine Karriere beim FK Roter Stern Belgrad. Zur Saison 2009 wurde er an den Drittligisten FK Sopot Belgrad verliehen. Im Januar 2010 wechselte er fest zum ebenfalls drittklassigen FK Radnički Klupci. Im Januar 2011 kehrte er wieder zu Sopot zurück, zur Saison 2011/12 wechselte er ein zweites Mal zu Radnički. Zur Saison 2012/13 schloss er sich dem FK Mačva Šabac an. Zur Saison 2013/14 wechselte er zum Erstligisten FK Javor Ivanjica. Dort gab er im August 2013 sein Debüt in der SuperLiga. Für Javor kam er bis Saisonende zu 25 Erstligaeinsätzen, aus der SuperLiga stieg er mit dem Verein aber ab. Anschließend spielte er 2014/15 20 Mal in der Prva Liga, mit seinem Verein schaffte er den direkten Wiederaufstieg. In der Saison 2015/16 kam er zu 34 Einsätzen im Oberhaus.
Zur Saison 2016/17 wechselte Miletić zum Ligakonkurrenten FK Partizan Belgrad. Mit Partizan wurde er prompt in seiner ersten Saison Meister, in jener Spielzeit kam er zu 32 Einsätzen für den Hauptstadtklub. In der Saison 2017/18 spielte er 22 Mal in Serbiens höchster Spielklasse. In der Saison 2018/19 kam er zu 16 Einsätzen. Im August 2019 wechselte der Außenverteidiger nach Polen zu Korona Kielce. Bei Korona spielte er aber keine Rolle und kam nur zweimal zum Einsatz, ehe sein Vertrag im Mai 2020 wieder aufgelöst wurde.
Nach mehreren Monaten ohne Verein wechselte Miletić nach Zypern zu Olympiakos Nikosia. Für Olympiakos spielte er zwölfmal in der First Division, ehe er im Februar 2021 nach Russland weiterzog und sich dem FK Ufa anschloss. In Ufa kam er bis zum Ende der Saison 2020/21 neunmal in der Premjer-Liga zum Einsatz. In der Saison 2021/22 absolvierte er acht Partien, mit dem Klub stieg er aus der Premjer-Liga ab. Daraufhin verließ er die Russen.
Nach einem Halbjahr ohne Klub kehrte Miletić im Januar 2023 zu Javor Ivanjica zurück.

### Nationalmannschaft
Miletić debütierte im September 2016 in einem Testspiel gegen Katar für die serbische Nationalmannschaft.